# Colletes subdilatatus
Colletes subdilatatus är en biart som beskrevs av Metz 1910. Colletes subdilatatus ingår i släktet sidenbin, och familjen korttungebin. Inga underarter finns listade i Catalogue of Life.